# Marian Dawkins
Marian Dawkins   (Hereford, 13 de febrer de 1945) Marian Ellina Dawkins CBE FRS és una biòloga, catedràtica en comportament animal a la Universitat d'Oxford. Ha publicat diversos llibres, un dels quals ha estat traduït a l'alemany i un gran nombre d'articles científics. Les seves recerques s'han centrat en la visió de les aus, teoria de senyals, sincronia del comportament, consciència animal i benestar dels animals.

## Biografia
Marian Dawkins va realitzar el seu doctorat a la Universitat d'Oxford el 1970. Va passar a ser Professora Ajudant en Zoologia el 1977 i, el 1998, va aconseguir la Càtedra en Comportament Animal. Ha estat directora del Grup de Recerca en Comportament Animal a Oxford. Actualment és Professora Emèrita de Ciències Biològiques en Somerville College (Oxford).

## Recerca
Dawkins ha publicat un extens nombre de documents sobre comportament i benestar dels animals. Ha promogut, al costat d'altres col·legues acadèmics, com Ian Duncan, l'argument que el benestar animal està relacionat amb els sentiments dels animals. Aquest enfocament defensa la idea que els animals haurien de considerar-se com a éssers sensibles. Dawkins va escriure, "Parlem amb franquesa: El benestar animal comporta sentiments subjectius per part dels animals".
El 1989, Dawkins va publicar un estudi en el qual va filmar el comportament habitual d'un grup de gallines; va observar i va analitzar com es movien, el seu estat postural o com estiraven les ales. En aquests enregistraments, Dawkins va calcular la superfície de sòl que les gallines necessitaven per dur a terme tots aquests moviments habituals, i la va comparar amb la superfície de sòl del que solen disposar quan estan en gàbies. Va demostrar que molts dels moviments rutinaris de les gallines no es podien realitzar adequadament o fins i tot no podien realitzar-se quan aquestes habitaven en gàbies.
El 1990, va escriure un article en el qual va desenvolupar les seves idees sobre com avaluar el benestar animal mitjançant una sèrie de proves. La seva proposta incloïa proves de preferència i preferències de consum, per identificar així què preferien els animals (per exemple, espai o relació social) i les motivacions que mostraven davant això. Dawkins va argumentar que els animals tenien major tendència a sofrir si no disposaven dels recursos associats amb la seva major motivació. Aquestes tècniques s'apliquen actualment de manera general en la Ciència del benestar animal.
Més recentment, en 2012 va manifestar el seu escepticisme sobre la capacitat de la ciència d'establir si els animals tenen consciència i, per tant, en el paper de la ciència en la definició i indicadors del benestar o sofriment animal. En canvi, el seu punt de vista defensa que el benestar animal hauria de consistir a determinar les necessitats i desitjos dels animals i garantir-los, la qual cosa no requereix consciència per part d'aquests. Aquestes tesis es resumeixen en el seu llibre, “Why Animals Matter: Animal Consciousness, Animal Welfare, and Human Well-being” (2012). La seva visió sobre la consciència animal ha rebut crítiques per part del biòleg evolucionista Marc Bekoff, el qual argumenta que Dawkins està rebutjant automàticament els estudis antropomòrfics en animals. Dawkins va respondre a aquesta crítica manifestant que la seva postura havia estat interpretada de manera errònia i va afegir que el seu interès consisteix a presentar un argument sobre les emocions animals tan indiscutible com sigui possible i, d'aquesta manera, reforçar-ho. A més va afegir que la ciència progressa d'aquesta manera i que sempre ho ha fet així’’.

## Premis i reconeixements
Dawkins va ser premiada per la Reial Societat per a la Prevenció de la Crueltat contra els Animals (RSPCA per les seves sigles en anglès) amb el RSPCA/British Society for Animal Protection prize el 1991, va rebre la Medalla Niko Tinbergen de la Association for the Study of Animal Behaviour's en 2009, i la Medalla de la World Poultry Science Association Robert Fraser Gordon en 2011.
Va ser nomenada Comendadora de l'Ordre de l'Imperi Britànic (CBE) en 2014, pels seus serveis al benestar animal.
En 2014, va ser triada Membre de la Royal Society; la seva nominació diu així:
”Marian Dawkins és una de les científiques més influents a l'àrea de benestar animal. El benestar animal és un tema molt important que ha estat evitat per un gran nombre de científics. Això es deu a la percepció de la base d'aquest tema com la dificultat de definir i impossibilitat de mesurar els ‘sentiments' d'éssers no-humans. Marian Dawkins ha contribuït més que ningú per canviar aquesta percepció, fent ús del rigor científic per dissipar falsos mites, desafiar dogmes i eliminar conjectures en benefici de l'home i els animals domèstics. L'originalitat dels seus descobriments científics sobre benestar d'aus de granja ha influït de manera essencial en la implementació de polítiques i el seu establiment a Europa i en l'exterior.”